# گارناویلو (آیووا)
گارناویلو (به انگلیسی: Garnavillo) شهری در ایالت آیووا کشور ایالات متحده آمریکا است که جمعیت آن در سرشماری سال ۲۰۱۰ میلادی، ۷۴۵ نفر بوده‌است.